# Makedonska radiotelevizija
Makedonska radiotelevizija (mak. Македонска радио-телевизија) je nacionalna televizija Republike Sjeverne Makedonije koju je osnovao Parlament 1993. Njezina osnovna uloga je proizvodnja i prikazivanje radio i televizijskog programa svih žanrova za informativne, kulturne, obrazovne i rekreacijske potrebe državljana Republike Sjeverne Makedonije. Makedonska radiotelevizija prikazuje televizijski program na pet kanala, kao i tri radijska programa.

## Televizija
Makedonska televizija prikazuje 73 sata programa na trima televizijskim kanalima, kao i satelitski program te MRT 1 HD, makedonski program visoke definicije.
MRT 1 prikazuje 24-satni program neprestano.
MRT 1 HD prikazuje program MRT 1 u visokoj definiciji.
MRT 2 prikazuje program za potrebe nacionalnih manjina u Sjevernoj Makedoniji. Program se prikazuje na albanskom i turskom, kao i na  srpskom,  romskom,  makedorumunjskom i bošnjačkom jeziku.
MRT 2 HD prikazuje program MRT 2 u visokoj definiciji.
MRT Sobraniski Kanal je skupštinski kanal, osnovan 1991. godine s pokusnim programom, ali danas služi za prenošenje sjednica makedonskog Parlamenta.
MRT Sobraniski Kanal HD prikazuje program MRT Sobraniski Kanal u visokoj definiciji.
MRT Sat je satelitski program, počeo s prikazivanjem 2000. godine kao 24-satni program koji je mješavina MRT 1 i 5 sati svog programa. Odašilje se i prekooceanski, u Australiji i Novome Zelandu.

## Radio
Makedonski radio odašilje 86,5 sati programa dnevno, na svojim trima stanicama kao i na satelitskoj stanici.

## Vanjske poveznice
- Službena stranica  Arhivirana inačica izvorne stranice od 6. srpnja 2014. (Wayback Machine)